# Germaine Delapierre
Pour les articles homonymes, voir Delapierre.
Germaine Delapierre, née le 19 juin 1897 à Paris et morte le 25 février 1939 dans cette même ville, est une athlète française spécialisée dans les courses de haies.

## Biographie
Germaine Marie Pauline Delapierre est la fille de Eugène Jules Auguste Delapierre, employé de commerce, et de Marie Thérèse Adèle Adin.
Licenciée en philosophie, elle est avec les sœurs Brulé et Suzanne Liébrard une des fondatrices le 27 juillet 1912 de Femina Sport dont Madame Faivre du Bouvot est la première présidente. 
Pendant la Grande Guerre, celles-ci marquent leur volonté de rompre avec les codes sexués des activités physiques en adoptant les sports athlétiques et ce club s'affirme comme le bastion du féminisme sportif, dont elle est avec Alice Milliat une des principales militantes.
Institutrice, elle épouse en 1923 Lucien Gustave Chapuis, artiste peintre.
Devenue veuve, elle vit à Paris, Boulevard Edgar-Quinet. Elle décède en 1939, à l'âge de 41 ans.

## Carrière sportive
Germaine Delapierre est une des premières internationales d'athlétisme.

## Performances
Germaine Delapierre est :
- championne de France du 100 yard (83 mètres) haies en 1919, 1920 et 1921.
- 1re du 100 yards haies au 1er meeting International féminin de 1921 à Monte-Carlo[5].
- Elle prend également part au record du monde du 10 × 100 m, réalisé en 2 min 23 s 2 en 1921.